# A kezdetek (Így jártam anyátokkal)
Az A kezdetek az Így jártam anyátokkal című televízió-sorozat első évadjának első része. Eredetileg 2005. szeptember 19-én mutatták be, Magyarországon pedig a Comedy Central hazai indulásával egy időben, 2008. október 1-jén.
Az epizód bemutatja az öt főszereplőt, a cselekmény beindítóját: Marshall és Lily eljegyzését, valamint azt, hogyan találkozott Ted, a sorozat főszereplője a csapat legújabb tagjával, Robinnal.

## Cselekmény
|  | Alább a cselekmény részletei következnek! |

Az epizód (és a sorozat) azzal kezdődik, hogy a jövőbeli Ted 2030-ban leülteti kevéssé lelkes gyerekeit, hogy elmesélje nekik, hogy találkozott az anyjukkal. Ez nem a rövidebb verzió, hanem a hosszabb, már jó előre megjegyzi.
A történet ott kezdődik, mikor Marshall, Ted legjobb barátja, aki joghallgató, és évek óta a lakótársa, 2005-ben megkéri barátnője, Lily kezét. Ez arra buzdítja a 27 éves Tedet, hogy ideje megállapodnia neki is, és készen áll arra, hogy megtalálja a lelki társát. Éppen a MacLaren's bárban üldögél másik barátjával, a mindig elegáns csajozógép Barney Stinsonnal, amikor megpillant egy csodaszép lányt. Ő Robin Scherbatsky, akibe első látásra beleszeret. A lány kanadai, és a Metro News 1 hírcsatorna riportere, aki csak nemrég érkezik a városba. Megbeszélik, hogy randiznak, ami remekül sikerül, és csak azért ér véget hamarabb, mert Robinnak a munkája miatt el kell mennie. A többiek ledorongolják Tedet, amiért nem csókolta meg Robint, pedig ő megadta a "jelet", ezért elhatározza, hogy lép. Miután ellopja a szimbolikus kék vadászkürtöt az étteremből, ahol Robinnal randiztak, Robin lakására siet a bandával, mégpedig Barney kérésére kiöltözve. A dolgok remekül mennek, míg Ted spontán módon bevallja Robinnak, hogy azt hiszi, belé esett, ezzel túl korán lerombolva az esélyeit. Egy elhúzódó búcsúzkodás során Ted ismét szem elől téveszti a "jelet", majd elmeséli gyerekeinek, akik először azt hitték, hogy az anyjukról van szó, hogy így ismerte meg "Robin nénikéjüket".

Mindeközben Marshall megkéri Lily kezét, aki igent mond. Boldogságukat egyetlen dolog árnyékolja csak be: Marshall nem tud balesetmentesen kinyitni egy üveg pezsgőt, és a kirepülő dugó eltalálja Lily szemét.
|  | Itt a vége a cselekmény részletezésének! |

## Kontinuitás
- Barney először állítja azt magáról, hogy ő Ted legjobb barátja.
- Barney először használja egyik kedvenc szófordulatát: "most figyelj".
- Barney először említi meg blogját.
- Először kerül bemutatásra Barney rajongása a lézerharctermek iránt.
- Ugyancsak először említik meg Barney ellenszenvét a nősüléssel kapcsolatban.
- Először játsszák az "Ismered Tedet?" játékot.
- Ted, Marshall, Lily és Robin munkahelye megnevezésre kerül.

## Visszautalások az epizódra
- Ted most először, de nem utoljára vall túl korán szerelmet egy nőnek. A módszert később "megmosbyzásnak" nevezik, és az "azt hiszem, beléd estem" kijelentését több későbbi epizódba is bevágták ("A lila zsiráf", "A közös este", "Először New Yorkban", "Az ugrás", "Rejtély kontra tények")
- Marshall megmutatja robotos táncmozdulatát, melyet később is láthatunk ("Oké Király", "A limó").
- Az "Ismered Tedet?" játék és variánsai a későbbi epizódokban is felbukkannak. Robinnal "A párbaj" című részben, Marshallal "A skorpió és a varangy" című részben, Barney saját magával és James-szel ("Szingliszellem"), és két vadidegen sráccal ("Napfelkelte")
- Robin barátnője, akit nemrég dobtak, akit a "Hűha, nadrágot le!" című epizódban is megjelenik egy pillanatra.
- Barney először használja az "Öltözz ki!" kifejezést. "A közös este" című részben kiderül a kifejezés eredete.
- Marshall megemlíti, hogy Ted olyan nőkkel randizik csak, aki imádja a kutyákat. Ezt Ted a "Cukorfalat" című epizódban ki is fejti.
- Ted ellopja a kék kürtöt, amely még megjelenik pár későbbi epizódban.
- Lily és Marshall a konyhakövön szexelnek még pár későbbi epizódban.
- Az "Atlantic City" és "Állati történetek" című részekben utalás történik arra, hogy Marshall nem tud kinyitni egy pezsgősüveget.
- Az "Először New Yorkban" című részben kerül bővebben bemutatásra az, hogy a koleszban Ted aludt a felső, Marshall pedig az alsó ágyon.
- "A hétfő esti meccs" című részben visszaemlékezések vannak korábbi Super Bowl-nézésekre. Robin csak a 2006-oson látható, mivel csak 2005 őszén ismerte meg a társaságot.
- Az "Így találkoztam a többiekkel" című részben mutatják be, hogyan is ismerkedett meg Ted és Barney.
- A visszaemlékezésekben Ted körszakállal látható, amit a "Fényszimfónia" című epizód tanúsága szerint 2002-ig hordott.
- Az "Így jártam apátokkal" című epizódból kiderül, hogy Tracy barátnője, Kelly a rossz MacLaren's bárba ment, és mikor megtudja a tévedését, sietve távozik. Éppen akkor, amikor elkezdődik az "Ismered Tedet?" játék.
- A "Napfelkelte" című részből derül ki, hogy Robin csakugyan megadta neki a "jelet".

## Érdekességek
- A jelenetben, amikor Marshall bontogatja a pezsgőt, az egyik pillanatban a dugó le van fóliázva, a másikban nincs.
- Amikor Ted először találkozik Robinnal, az egyik pillanatban a haja rá van fésülve a fülére, a másikban nincs.
- Ted "törpkukihoz" hasonlítja a kék kürtöt, utalva ezzel a Hupikék törpikékre. Neil Patrick Harris, aki Barneyt játssza, később a Hupikék törpikék című filmben is játszott.
- A szerepre való meghallgatása során Neil Patrick Harris ugyanúgy vetődött be a lézerharcterembe, mint ahogy itt látható. A meghallgatáson jelen lévő Alyson Hannigan arra bátorította, hogy ütközzön a falnak, hogy lássa, amikor sikerült az ugrás. Harris nagyobbat ugrott, mint tervezte, így átmenetileg kiütötte magát.
- A pezsgő, amit az epizód végén ittak, alkoholos volt, ezt azonban a szereplők nem tudták. Még a Ranjitet játszó Marshall Manesh sem, aki pedig vallási okokból nem iszik alkoholt.
- Ez az egyik olyan epizód a sorozatban, amelyik nem a hagyományos főcímmel kezdődik. Itt a rész elején néhány színes fénykép látható.

## Vendégszereplők
- Saba Homayoon – Yasmin
- Marshall Manesh – Ranjit
- Joe Nieves – Carl
- Jack Shearer – taxisofőr
- Monique Edwards – Producer
- Sarah Loew – kidobott barátnő
- Gary Riotto – pincér 1.
- Tony Rossi – pincér 2.

## Zene
- Otis Redding – Cigarettes and Coffee
- The Pretenders – Back on the Chain Gang

## Fordítás
- Ez a szócikk részben vagy egészben  a   Pilot (How I Met Your Mother) című angol Wikipédia-szócikk ezen változatának fordításán alapul.  Az eredeti cikk szerkesztőit annak laptörténete sorolja fel. Ez a jelzés csupán a megfogalmazás eredetét és a szerzői jogokat jelzi, nem szolgál a cikkben szereplő információk forrásmegjelöléseként.| - m - v - sz - Így jártam anyátokkal 1. évad következő »                                                                                                                                                                                                                                                                                                                                         | - m - v - sz - Így jártam anyátokkal 1. évad következő » |
| --- | -------------------------------------------------------- |
| - Az Így jártam anyátokkal epizódjainak listája |                                                          |
| - A kezdetek - A lila zsiráf - A szabadság édes íze - Az ing visszatér - Oké Király - Lotyós tök - A párkereső - A párbaj - A pulykával tömött pocak - Az ananász incidens - A limó - Az esküvő - Dobpergést kérek! - Hűha, nadrágot le! - A közös este - Cukorfalat - Élet a gorillák között - Kettő után semmi jó nem történik - Mary, az ügyvédbojtár - Életem legjobb bálja - A tej - Ne már |                                                          || - m - v - sz Így jártam anyátokkal | - m - v - sz Így jártam anyátokkal                                                                  | - m - v - sz Így jártam anyátokkal |
| ---------------------------------- | --------------------------------------------------------------------------------------------------- | ---------------------------------- |
| Epizódok                           | - 1. - 2. - 3. - 4. - 5. - 6. - 7. - 8. - 9. évad                                                   |                                    |
| Szereplők                          | - Ted Mosby - Marshall Eriksen - Robin Scherbatsky - Barney Stinson - Lily Aldrin - Tracy McConnell |                                    |
| Filmzene                           | - How I Met Your Music                                                                              |                                    |
| Kapcsolódó sorozat                 | - Így jártam apátokkal                                                                              |                                    |